# Gernot Kulis
Gernot Kulis (* 11. August 1976 in Sankt Paul im Lavanttal, Kärnten) ist österreichischer Comedian und Kabarettist.

## Werdegang
Bis zu seinem 14. Lebensjahr besuchte Kulis das Stiftsgymnasium St. Paul im Lavanttal in Kärnten. Mit 14 Jahren wechselte er in das Grazer Internat HIB Liebenau. Nach der Matura machte Kulis seine ersten Radio-Erfahrungen beim Privatradio Antenne Steiermark.
Im Jahr 1999 ging er zu Ö3, wo er von Dezember 1999 bis Juni 2017 in der Ö3-Programmgestaltung als Comedy-Autor tätig war. Aktuell ist Gernot Kulis Tour-Künstler (Programm 1: Herkulis, Programm 2: Kulisionen, Programm 3: Hold the Line, Programm 4: Ich kann nicht anders (Premiere Februar 2025)).
Die Comedy-Rubrik Professor Kaiser war im Jänner 2002 das erste Mal on air und im Juni desselben Jahres stürmte Gernot Kulis alias Prof. Kaiser mit Lukas Rupp alias Schüler Mayerhofer mit dem Sommerhit Was is' mit du? die österreichischen Musikcharts. Im Herbst 2020 hat der Comedian die Corona-Comedy das "Bundesministerium für Irreres" geschaffen. Gernot Kulis ist verheiratet und hat zwei Kinder.

## Comedy
Gernot Kulis auf Ö3 als Ö3 Callboy und im Comedy-Wochenrückblick. Vergangene Comedy-Rubriken bzw. Auftritte sind: Professor Kaiser, einer der fünf Comedy Hirten oder als einer der zwei Lofntola. Auf Youtube erzielen die Parodien der Minister Nehammer und Anschober tausende Aufrufe.

### Ö3 Callboy
Unter dem Titel Ö3 Callboy machte Kulis zwei Jahrzehnte Scherzanrufe bei Prominenten, Ämtern und Privatpersonen, die auch schon auf mehreren CDs veröffentlicht wurden. Ausgestrahlt wurden sie im Ö3-Wecker. Für diese Scherzanrufe war Kulis schon während seiner Zeit bei Antenne Steiermark bekannt, dort als die Nervensäge am Rohr. Aktuell gibt es Callboy-Highlights auf den Social-Media-Kanälen von Gernot Kulis zu finden.

### Comedy-Wochenrückblick
Jeden Freitag im Ö3-Wecker: Der satirische Comedy-Wochenrückblick von und mit Gernot Kulis.

### Die Zwoa Lofntola
Gernot Kulis spielt in den Zwoa Lofntola (kärntnerisch für „Die zwei Lavanttaler“) die Person Heini zusammen mit seinem Kollegen Christian Schwab als Reini.
Als die Zwoa Lofntola im Ö3-Wecker treffen sie einander scheinbar zufällig ("Wos, du a do?") an diversen Schauplätzen des aktuellen Tagesgeschehens (z. B. im Museum des Saliera-Diebstahls, in Wimbledon beim Tennisturnier, im Haus eines Prominenten …)

### Comedy Hirten
Seit 2004 gibt es die Kabarettgruppe Comedy Hirten live zu sehen. Die fünf Darsteller sind Gernot Kulis, Rolf Lehmann, Herbert Haider, Peter Moizi und Christian Schwab, der das frühere Mitglied Marion Petric ersetzt. Sie sind auch auf Ö3 zu hören. Dort werden diverse Promis parodiert, wie z. B. Armin Assinger (als Assi Arminger), Hans Krankl, Ivica Vastić (alle von Gernot Kulis). Weiters parodieren die Comedy Hirten rund 60 Promis, unter anderem Rainhard Fendrich, Ingrid Thurnher, Herbert Prohaska, Toni Polster, Georg Danzer, Gerda Rogers oder Arnold Schwarzenegger.

### Polit-Parodien "Bundesministerium für Irreres"
Comedian Gernot Kulis parodiert ab Herbst 2020 den Innenminister Karl Nehammer als "Karl Schmähhammer", Minister Rudi Anschober als "Rudi Warnschober" und Bildungsminister Heinz Faßmann als "Heinz Spasmann". Er hat das "Ministerium für Irreres" gegründet und thematisiert damit die Corona-Maßnahmen in Österreich. Abgebildet werden die Videos auf dem Youtube-Kanal von Gernot Kulis.

### Bühnen-Programme: Kulisionen / Herkulis / Best Of 20 Jahre Ö3 Callboy / Ich kann nicht anders
Das erste Live-Programm von Gernot Kulis trägt den Titel Kulisionen und wurde am 17. März 2011 erstmals aufgeführt. In der Stand-Up-Comedy-Show nimmt er das Publikum mit auf eine Reise durch sein „hyperaktives Leben“, in dem nach eigenen Angaben „Kulisionen mit Menschen, Tieren oder Notrufsäulen an der Tagesordnung stehen“. Im Programm wird über tagesaktuelle Geschehnisse erzählt und zusätzlich werden Anekdoten zum Thema Ö3-Callboy, Tauchen, Fußball oder Privates erzählt.
Der Falter (Autor Wolfgang Kralicek) hat folgende Kritik dazu publiziert: „Kulisionen“ ist professionell aufgezogen wie Stadionrock: Es gibt eine Videowall mit Visuals, laute Musik (komponiert von Naked Lunchs Oliver Welter!) und einen Comedian, der sein Publikum von der ersten Sekunde an im Griff hat. Im Dezember 2015 wurde Gernot Kulis für 200.000 verkaufte Tickets von oeticket mit einer Auszeichnung in Platin geehrt.
Das zweite Programm (2017) trägt den Namen Herkulis und wurde im Oktober 2017 erstmals aufgeführt. Motto: Das Leben stellt uns Herkules-Aufgaben, jetzt gibt es die Herkulis-Lösungen dafür. Folgende Kritiken sind dazu in Print-Zeitungen erschienen: „Kulis nimmt mit viel Selbstironie die Auswüchse der modernen Gesellschaft aufs Korn“ (Wiener Zeitung). „Auch mit ‚Herkulis‘ trifft Kulis wieder den Nerv seiner Fans: hohe Pointentaktung, rasantes Tempo, aktuelle wie zeitlose Geschichten“ (Kleine Zeitung). „Kulis liefert eine Show wie ein U2-Konzert“ (Seitenblicke Magazin).
Der Stand-Up-Comedian erzählt über die besten Anrufe, Insider-Storys, prominente Komplizen, Pannen und noch nie Gehörtes. Highlights mit hoher Pointendichte sind garantiert.
Live-Programm Nummer 3 (Sommer 2021 bis Jänner 2025): Best Of 20 Jahre Ö3 Callboy
Seine Anrufe spiegeln seit 20 Jahren satirisch die gesellschaftlichen Themen wider: Von EU-Verordnungen, über Volksbefragungen bis hin zu Resozialisierungsprogrammen von Hooligans. Zum Radio-Jubiläum bedankt sich der Comedian mit einer Callboy-Live-Show bei seinen Fans und lässt hinter die Kulissen blicken. Mit der Live-Tour bringt Kulis seine bekannteste Radio-Rubrik auf die Bühne. Der Tourstart wurde aufgrund von Corona von Dezember 2020 auf Sommer 2021 verschoben.
Live-Programm Nummer 4 (Februar 2025): Ich kann nicht anders.
Im vierten Live-Programm geht es um Freunde und Familie, es wird der chaotische Familienalltag geschildert oder auch das Thema künstliche Intelligenz sind Thema. Parodien kommen ebenfalls vor, genau so wie neue Anrufe (Gerhard Berger) oder der erste Callboy mit einem Chatbot.

## Karriere als Fußballer
Als Jugendlicher wollte Kulis Fußballprofi werden. Er schaffte es in die Nachwuchsmannschaft des SK Sturm Graz, wo er auch in der Kampfmannschaft mittrainieren durfte. Da Kulis in Graz keine sportliche Perspektive sah, wechselte er in die Regionalliga zum TSV Hartberg, wo er bis zu seiner Tätigkeit bei Ö3 blieb. 
2008 und 2010 nahm er an der ORF-Fußballshow „Das Match“ teil.
Bei der Generalversammlung des SK Sturm Graz am 18. Jänner 2016 wurde er zusammen mit Schriftsteller Gerhard Roth und Musiker Manfred „Cook“ Koch von Egon7 zum Ehrenbotschafter des SK Sturm Graz ernannt.

## Diskografie
Zahlreiche Comedy-Aktionen von Gernot Kulis sind bereits auf CD bzw. DVD, im Vertrieb der Agentur Hoanzl, erschienen:
- Gernot Kulis ist die Nervensäge am Rohr Vol. 1
- Gernot Kulis ist die Nervensäge am Rohr Vol. 2
- Gernot Kulis ist der Ö3-Callboy vol. 1
- Gernot Kulis ist der Ö3-Callboy vol. 2
- Gernot Kulis ist der Ö3-Callboy vol. 3
- Gernot Kulis ist der Ö3-Callboy vol. 4
- Gernot Kulis ist der Ö3-Callboy vol. 5
- Gernot Kulis ist der Ö3-Callboy vol. 6
- Gernot Kulis ist der Ö3-Callboy vol. 7
- Gernot Kulis ist der Ö3-Callboy vol. 8
- Gernot Kulis ist der Ö3-Callboy vol. 9
- Gernot Kulis ist der Ö3-Callboy vol. 10
- Gernot Kulis ist der Ö3-Callboy vol. 11
- Gernot Kulis ist der Ö3-Callboy vol. 12
- Gernot Kulis ist der Ö3-Callboy vol. 13
- Gernot Kulis ist der Ö3-Callboy vol. 14
- Gernot Kulis ist der Ö3-Callboy vol. 15
- Gernot Kulis ist der Ö3-Callboy vol. 16
- Gernot Kulis ist der Ö3-Callboy vol. 17
- Gernot Kulis ist der Ö3-Callboy vol. 18
- Professor Kaiser vol. 1
- Professor Kaiser vol. 2
- Professor Kaiser vol. 3
- Professor Kaiser vol. 4
- Professor Kaiser vol. 5
- Professor Kaiser vol. 6
- Professor Kaiser vol. 7
- Comedy Hirten – Mörderisch
- Gernot Kulis – Kulisionen (DVD)

## Auszeichnung

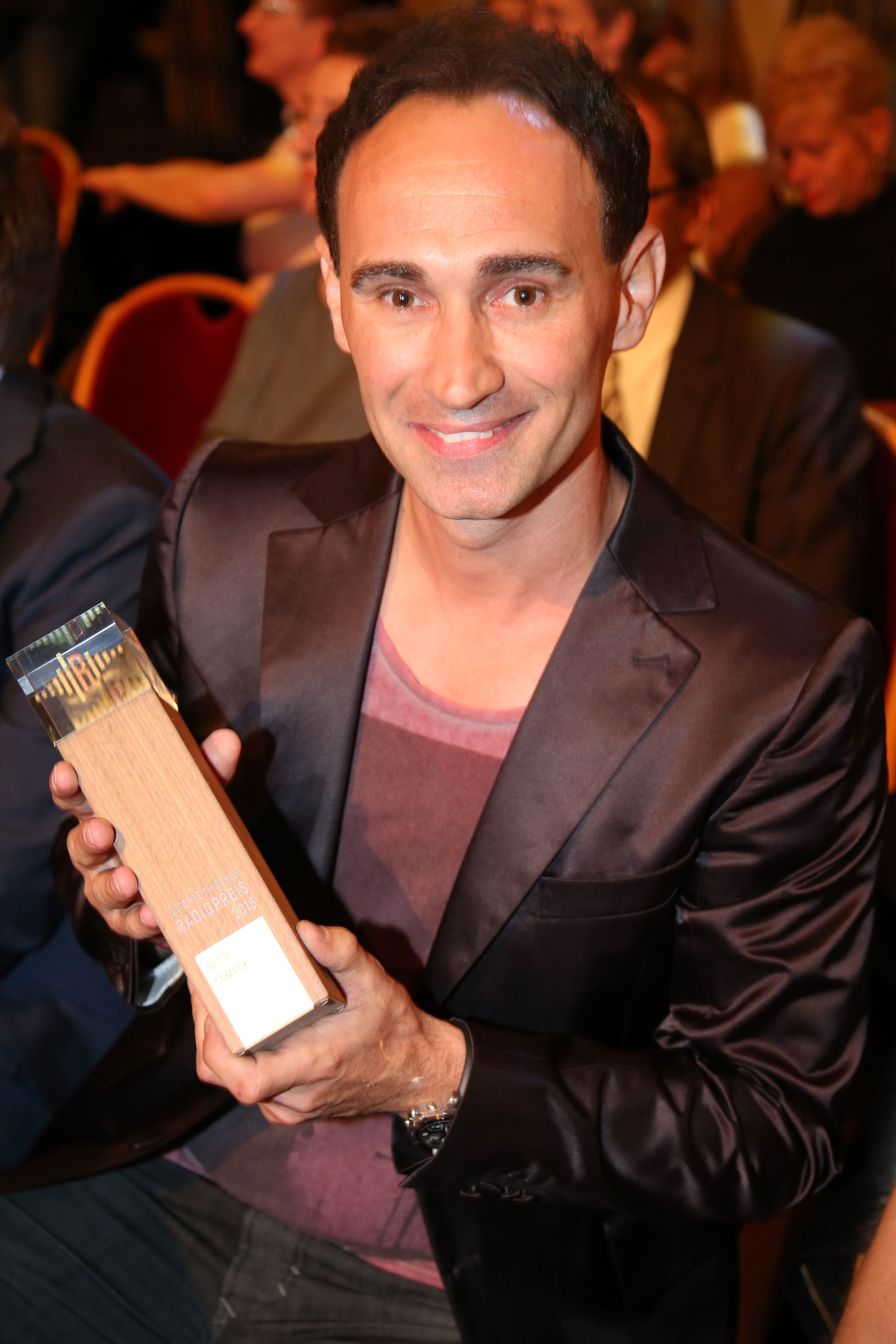
Gernot Kulis mit dem Österreichischen Radiopreis 2015

- Amadeus Award 2003 in der Kategorie "Beste Single des Jahres" für Was is' mit du?
- Österreichischer Radiopreis in der Kategorie Beste Comedy (2015)[6]
- oeticket-Award in Platin für 200.000 verkaufte Tickets für das Bühnen-Programm Kulisionen (2015)[7]
- 2022: Ybbser Spaßvogel[8][9]